# Siehe zu, daß deine Gottesfurcht nicht Heuchelei sei, BWV 179
Siehe zu, daß deine Gottesfurcht nicht Heuchelei sei, BWV 179 (en español, Míralo, que tu temor a Dios no es hipocresía) es una cantata de iglesia compuesta por Johann Sebastian Bach en Leipzig para el undécimo domingo después de Trinidad y que se estrenó el 8 de agosto de 1723. 

## Historia y texto
Bach compuso la cantata en su primer año en Leipzig, que había comenzado después del domingo de Trinidad de 1723, para el undécimo domingo después de Trinidad. Las lecturas prescritas para el domingo fueron de la Primera Epístola a los Corintios, sobre el evangelio de Cristo y el deber de Pablo como apóstol (1 Corintios 15: 1-10), y del Evangelio de Lucas, la parábola del fariseo y el publicano (Lucas 18: 9-14). Se desconoce el poeta autor del texto, pero se mantuvo cerca del Evangelio y aludió a varios pasajes de la Biblia. La cantata se abre con una línea del Libro del Eclesiastés 1:29. La coral de cierre es la primera estancia del himno de Christoph Tietze «Ich armer Mensch, ich armer Sünder» de 1663.
Bach interpretó la cantata por primera vez el 8 de agosto de 1723. Alfred Dürr supone que Mein Herze schwimmt im Blut, BWV 199, compuesta para la misma ocasión en Weimar, también se interpretó en el servicio.

## Partitura y estructura
La cantata en seis movimientos y es para soprano, tenor y bajo solistas, un coro de cuatro partes y un conjunto instrumental barroco de dos oboes de caza, dos violines, viola y bajo continuo.
1. Coro: Siehe zu, daß deine Gottesfurcht nicht Heuchelei sei
2. Recitativo (tenor): Das heutge Christentum ist leider schlecht bestellt
3. Aria (tenor): Falscher Heuchler Ebenbild
4. Recitativo (bajo): Wer so von innen wie von außen ist
5. Aria (soprano): Liebster Gott, erbarme dich
6. Coral: Ich armer Mensch, ich armer Sünder

## Música
En el coro de apertura, los instrumentos van con las voces como en un motete. Las palabras se establecen en una estricta contrafuga: a cada entrada le sigue una entrada en inversión. La secuencia se concluye por una imitación canónica sobre un tema nuevo: en las palabras «und diene Gott nicht mit einem falschen Herzen» («y sirven a Dios no con un corazón falso») la falsedad se sobreexpresa por cromático. Una segunda fuga expandida presenta un contrapunto aún más complejo que la primera.
Un recitativo secco prepara el aria con un acompañamiento de los dos oboe de caza y el violín primero en sincopación, que incluso la voz del tenor recoge en la primera parte. No es un aria da capo, ya que solo el ritornello repite el comienzo. Las palabras finales del segundo recitativo terminan como un arioso para enfatizar «So kannst du Gnad und Hilfe finden!» («¡Que puedas encontrar misericordia y ayuda!»). La aria soprano se expresa como una oración: «Liebster Gott, erbarme dic» («Dios amado, ten piedad»). Los dos oboes de caza ilustran un movimiento de súplica incluso junto con la voz de soprano.
La coral final está cantado en la melodía de «Wer nur den lieben Gott läßt walten», que BAch también usó en la cantata coral Wer nur den lieben Gott läßt walten, BWV 93.
Bach usó nuevamente la música del coro de apertura para el Kyrie de su Misa en sol mayor, la primera aria para el Quoniam de esa misa y la segunda aria para el Qui tollis de la Misa en la mayor.

## Grabaciones
- Die Bach Kantate Vol. 46, Helmuth Rilling, Gächinger Kantorei, Bach-Collegium Stuttgart, Arleen Augér, Kurt Equiluz, Wolfgang Schöne, Hänssler 1974
- Bach Cantatas Vol. 4 – Sundays after Trinity I, Karl Richter, Münchener Bach-Chor, Münchener Bach-Orchester, Edith Mathis, Peter Schreier, Dietrich Fischer-Dieskau, Archiv Produktion 1977
- J. S. Bach: Das Kantatenwerk – Sacred Cantatas Vol. 9, Nikolaus Harnoncourt, Tölzer Knabenchor, Concentus Musicus Wien, soloist of the Tölzer Knabenchor, Kurt Equiluz, Robert Holl, Teldec 1988
- J. S. Bach: Complete Cantatas Vol. 6, Ton Koopman, Amsterdam Baroque Orchestra & Choir, Ruth Ziesak, Paul Agnew, Klaus Mertens, Antoine Marchand 1997
- J. S. Bach: Cantatas Vol. 10, Masaaki Suzuki, Bach Collegium Japan, Miah Persson, Makoto Sakurada, Peter Kooy, BIS 1999
- J. S. Bach: Trinity Cantatas II, John Eliot Gardiner, Monteverdi Choir, English Baroque Soloists, Magdalena Kožená, Mark Padmore, Stephan Loges, Archiv Produktion 2000
- J. S. Bach: Cantatas for the Complete Liturgical Year Vol. 5, Sigiswald Kuijken, La Petite Bande, Gerlinde Sämann, Jan Kobow, Jan van der Crabben, Accent 2006